# Souvigné (Deux-Sèvres)
Souvigné is een gemeente in het Franse departement Deux-Sèvres (regio Nouvelle-Aquitaine) en telt 829 inwoners (2004). De plaats maakt deel uit van het arrondissement Niort.

## Geografie
De oppervlakte van Souvigné bedraagt 26,1 km², de bevolkingsdichtheid is 31,8 inwoners per km².
De onderstaande kaart toont de ligging van Souvigné (Deux-Sèvres) met de belangrijkste infrastructuur en aangrenzende gemeenten.

## Demografie
Onderstaande figuur toont het verloop van het inwonertal (bron: INSEE-tellingen).